# عابر ضوئي أزرق سريع

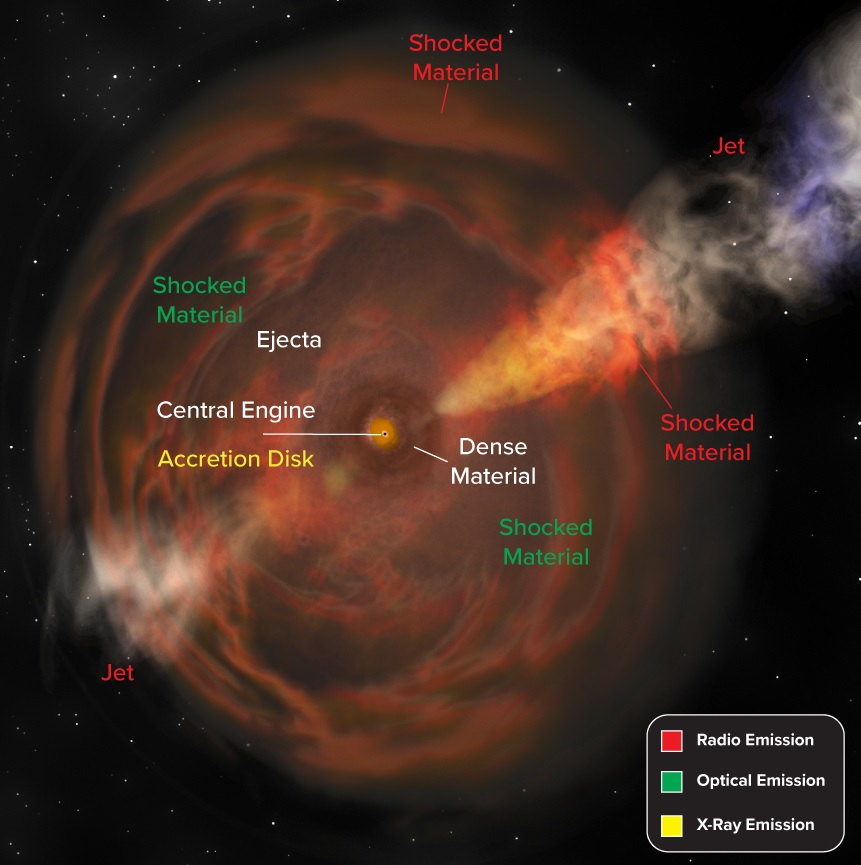
رسم توضيحي لـعابر ضوئي أزرق سريع FBOT.

في علم الفلك يعتبر العابر البصري الأزرق السريع ( FBOT ) حدثًا انفجاريا مشابهًا للمستعرات الأعظمية ، و انفجارات أشعة جاما التي تقدم لمعانًا ضوئيًا عاليًا بينها ولكن ضوؤها يرتفع ويتلاشى بشكل أسرع ، وتتركز أطيافها على النطاق الأزرق. إن العبور البصري الأزرق السريع ينتج عن بعض العمليات الفيزيائية الفلكية عالية الطاقة التي لم يتم فهمها بعد ، ولكن يُعتقد أنها نوع من المستعرات العظمى مع حدوث أحداث لا تزيد عن 0.1 ٪ من المعدل المعتاد. 
إنها تختلف عن المستعرات الأعظمية من خلال صعودها السريع إلى الحد الأقصى ، ودرجة حرارة عالية للفوتوسفير أثناء الثوران ، وغياب الحد الأقصى الثاني بسبب التحلل الإشعاعي البالغ 56 نيوتن ، والسطوع العالي في النطاق الراديوي ، ونطاق الميكروويف والأشعة السينية و تحدث حصريًا في المجرات القزمة. الأسماء البديلة للعربات الضوئية الزرقاء السريعة هي عابر سريع التطور أو عابر سريع الإضاءة.

## قائمة
| عابر                     | نـٌشرت | تاريخ                  | مرصد                          | ملحوظات |
| ------------------------ | ----- | ---------------------- | ----------------------------- | --- |
| AT2018 كو                | 2018  | 16 يونيو 2018          | ATLAS-HKO                     | "البقرة" لمعان الذروة {\displaystyle L_{pk}\sim 10^{44}erg\ s^{-1}} ، متجاوزةً مستعرات المستعر الأعظم الفائقة السطوع |
| ZTF18abvkwla (AT2018lug) | 2020  | 12 سبتمبر 2018         | مرفق زويكي العابر             | "الكوالا" درجة حرارة تزيد عن 40000 كلفن                                                                             |
| CSS161010                | 2020  | 10 من تشرين الأول 2016 | CRTS ، ASAS-SN                | تتدفق الكتلة بنسبة 55٪ من سرعة الضوء                                                                                |
| AT2020xnd (ZTF20acigmel) | 2021  | 12 أكتوبر 2020         | مرفق زويكي العابر             | "الجمل" |
| AT2020mrf                | 2022  | 12 يونيو 2020          | Spektr-RG ، مرفق زويكي العابر | أكثر إضاءة 200 مرة على طيف الأشعة السينية في ذروتها من AT2018cow و CSS161010                                        |

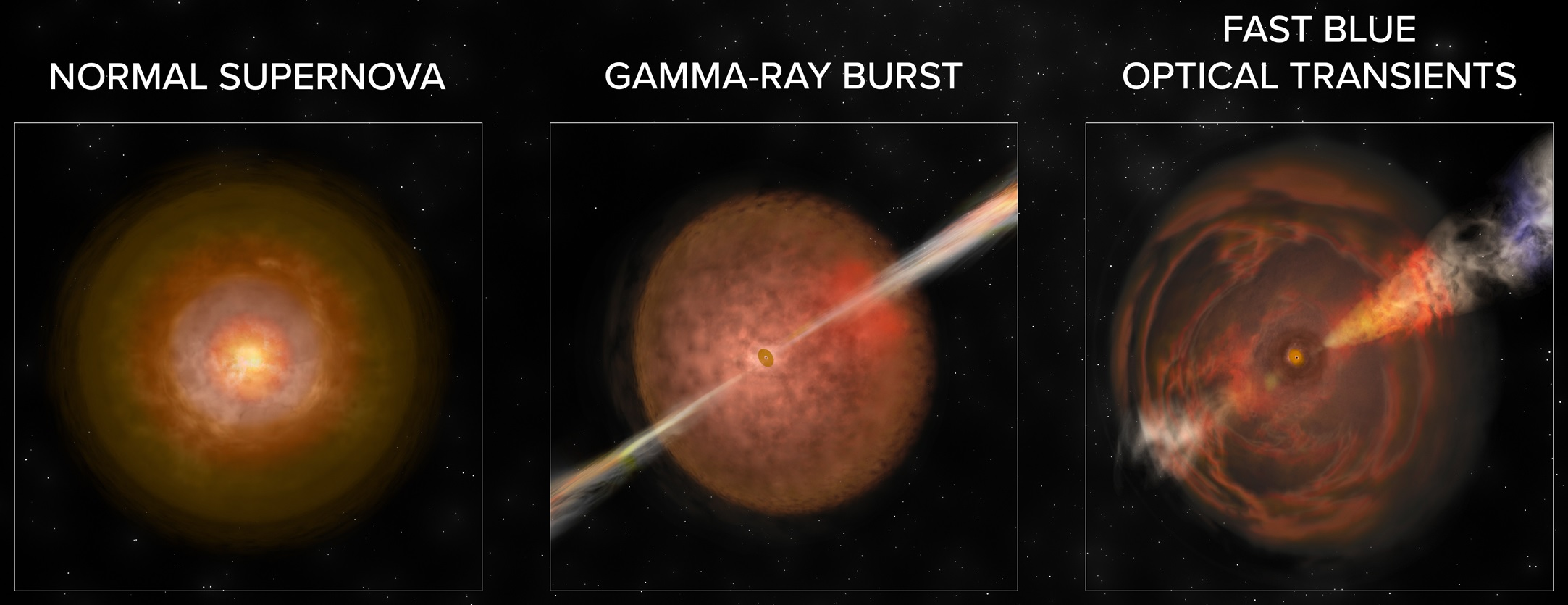
مقارنة بين المستعر الأعظم (AND) ، وانفجار أشعة جاما (GRB) والعابرة الضوئية الزرقاء السريعة (FBOY)
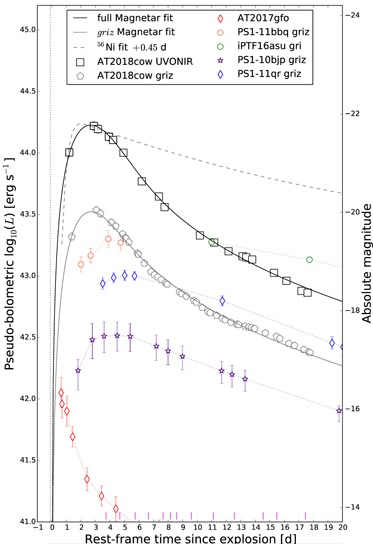
اللمعان البوليومتري لـ AT2018cow ذات ذروة سريعة وعالية جدًا

## أنظر أيضا
- سوبرنوفا
- انفجار أشعة جاما
- لمعان بصري متوسط عابر
- انهيار تثاقلي

## روابط خارجية
- Video (29:36) – Fast optical transients على يوتيوب (2016; Harvard University)